# B3GALT4
B3GALT4 (англ. Beta-1,3-galactosyltransferase 4) – білок, який кодується однойменним геном, розташованим у людей на короткому плечі 6-ї хромосоми. Довжина поліпептидного ланцюга білка становить 378 амінокислот, а молекулярна маса — 41 537.
| 10         |  | 20         |  | 30         |  | 40         |  | 50         |
| ---------- |  | ---------- |  | ---------- |  | ---------- |  | ---------- |
| MQLRLFRRLL |  | LAALLLVIVW |  | TLFGPSGLGE |  | ELLSLSLASL |  | LPAPASPGPP |
| LALPRLLIPN |  | QEACSGPGAP |  | PFLLILVCTA |  | PENLNQRNAI |  | RASWGGLREA |
| RGLRVQTLFL |  | LGEPNAQHPV |  | WGSQGSDLAS |  | ESAAQGDILQ |  | AAFQDSYRNL |
| TLKTLSGLNW |  | AEKHCPMARY |  | VLKTDDDVYV |  | NVPELVSELV |  | LRGGRWGQWE |
| RSTEPQREAE |  | QEGGQVLHSE |  | EVPLLYLGRV |  | HWRVNPSRTP |  | GGRHRVSEEQ |
| WPHTWGPFPP |  | YASGTGYVLS |  | ASAVQLILKV |  | ASRAPLLPLE |  | DVFVGVSARR |
| GGLAPTQCVK |  | LAGATHYPLD |  | RCCYGKFLLT |  | SHRLDPWKMQ |  | EAWKLVGGSD |
| GERTAPFCSW |  | FQGVLGILRC |  | RAIAWLQS   |  |            |  |            |

A: Аланін

C: Цистеїн

D: Аспарагінова кислота

E: Глутамінова кислота

F: Фенілаланін

G: Гліцин

H: Гістидин

I: Ізолейцин

K: Лізин

L: Лейцин

M: Метіонін

N: Аспарагін

P: Пролін

Q: Глутамін

R: Аргінін

S: Серин

T: Треонін

V: Валін

W: Триптофан

Кодований геном білок за функціями належить до трансфераз, глікозилтрансфераз. 
Локалізований у мембрані, апараті гольджі.